# Pecia
Pecia oder Pecie (lateinisch für ‚Stück, Teil‘) ist ein System zur schnellen handschriftlichen Vervielfältigung von Schriften, das ab dem 12. Jahrhundert eingesetzt wurde. Statt ein Schriftstück als Ganzes handschriftlich abzuschreiben, teilte man universitäre Handschriften, vor allem in der Jurisprudenz, in mehrere Lagen auf, damit mehrere Kopisten zugleich an ihnen arbeiten konnten. Diese einzelnen Lagen konnten beim Stationarius, dem Universitätsbuchhändler, gegen eine Gebühr zur Abschrift ausgeliehen werden. Diese professionellen Verleiher fanden sich hauptsächlich an den großen Universitäten von Italien, Frankreich und England. Auf diese Weise konnte der Prozess des handschriftlichen Kopierens erheblich beschleunigt werden. 
In Deutschland wurde die Erstellung von handschriftlichen Kopien oft von den Studenten selbst erledigt, was jedoch viele Fehler zur Folge hatte. Beim Pecia-System prüfte (etwa an der Universität Bologna) hingegen der peciarius die Kopien auf ihre Korrektheit, wodurch die Anzahl der Fehler deutlich minimiert wurden, bevor der stationarius als Verleger tätig wurde. Viele der Schriften, die auf diese Weise entstanden sind, weisen marginale Zeichen auf, die einen Wechsel der schreibenden Hand kennzeichnen.